# Dare to Be Stupid
Dare to Be Stupid è il terzo album del cantante statunitense "Weird Al" Yankovic, pubblicato nel 1985.

## Tracce
1. Like a Surgeon (parodia di Like a Virgin, di Madonna) - 3:27
2. Dare to Be Stupid - 3:23
3. I Want a New Duck (parodia di I Want a New Drug, di Huey Lewis and the News) - 3:01
4. One More Minute - 4:02
5. Yoda (parodia di Lola, dei The Kinks) -3:58
6. George of the Jungle - 1:05
7. Slime Creature from Outer Space - 4:23
8. Girls Just Want to Have Lunch (parodia di Girls Just Want to Have Fun, di Cyndi Lauper) - 2:48
9. This Is the Life - 3:02
10. Cable TV - 3:38
11. Hooked on Polkas - 3:51

## Musicisti
- "Weird Al" Yankovic - fisarmonica, tastiera, cantante
- Rick Derringer - chitarra
- Gary Herbing - clarinetto, sassofono
- Steve Jay - basso, banjo, coro
- Warren Luening - tromba
- Joel Peskin - clarinetto
- Pat Regan - sintetizzatore
- Jon "Bermuda" Schwartz - batteria, percussioni
- Bill Scott - jodel
- The Waters Sisters - coro
- Jim West - chitarra, coro